# کمپلاست سنمار
کمپلاست سنمار (انگلیسی: Chemplast Sanmar) شرکت صنایع شیمیایی هندی است، که در سال ۱۹۶۷ تأسیس شد.